# Delta2 Lyrae
Delta2 Lyrae (ζ2 Lyrae, förkortat Delta2 Lyr, ζ2 Lyr) som är stjärnans Bayerbeteckning, är en trolig trippelstjärna belägen i den mellersta delen av stjärnbilden Lyran. Den har en skenbar magnitud på +4,22 - 4,33 (V)  och är synlig för blotta ögat där ljusföroreningar ej förekommer. Baserat på parallaxmätning inom Hipparcosuppdraget på ca 4,4 mas, beräknas den befinna sig på ett avstånd av ca 740 ljusår (226 parsek) från solen.

## Egenskaper
Primärstjärnan Delta2 Lyrae A är en röd ljusstark jättestjärna av spektralklass M4 IIDen har en massa som är ca 7 gånger större än solens, en radie som är ca 290 - 380 gånger större än solens radie och utsänder från dess fotosfär ca 13 000 - 23 000 gånger mer energi än solen vid en effektiv temperatur på ca 3 600 K.
Delta2 Lyrae är en halvregelbunden variabel av SRC-typ . Den varierar mellan skenbar magnitud +4,22 och 4,33 utan någon fastslagen periodicitet.
I flera stjärnkataloger listas flera följeslagare till Delta2 Lyrae, med beteckningar som ADS 11825. Två av dem är en snäv dubbelstjärna av 10:e magnituden separerad med ca 87 bågsekunder från primärstjärnan, betecknade som komponent B och C. Spektraltypen för paret tyder på att de ligger på samma avstånd som Delta2 Lyrae, vilket kan innebära att de tre stjärnorna utgör en trippelstjärna.